# A Queen együttes B oldalas dalai
Az alábbi lista a Queen együttes B oldalas, hivatalosan albumon meg nem jelenő dalait sorolja fel. Egyes dalok később lemezre kerültek a Hollywood Records CD kiadásain, mint bónuszdalok.

## A dalok

### Hangman
Nem hivatalos B oldal, mert kislemezre nem került, de a koncertek része volt a korai időkben, és néhány kalózfelvételen is hallható. Freddie Mercury írta a Wreckage nevű korábbi együttesével. Átlagosan öt és fél perc hosszú volt.

### See What a Fool I’ve Been
Az 1974-es Seven Seas of Rhye kislemez B oldalán szerepelt. A szerzője Brian May volt.

### A Human Body
Az 1980-ban megjelent Play the Game kislemez B oldalán szerepelt. A szerzője Roger Taylor volt, és ő is énekelte. A hossza 3 perc 36 másodperc volt. Szerepelt az 1985-ös The Complete Vision válogatáson.

### Soul Brother
Az 1982-ben megjelent Under Pressure B oldalán szerepelt. Az együttes közösen írta. A hossza 3 perc 34 másodperc volt. Szerepelt az 1985-ös The Complete Vision válogatáson.

### I Go Crazy
Az 1984-es Radio Ga Ga kislemez B oldalán szerepelt. A szerzője Brian May volt, a hossza 3 perc 41 másodperc. Szerepelt az 1985-ös The Complete Vision válogatáson.

### Radio Ga Ga Instrumental Version
Az 1984-es Radio Ga Ga kislemez 12 hüvelykes változatán szerepelt. A hossza 5 perc 56 másodperc volt.

### Machines Instrumental Version
Az 1984-es I Want to Break Free kislemez CD kiadásának amerikai változatán szerepelt. A The Works album Machines (Or 'Back to Humans') című dalának az instrumentális
verziója. A hossza 5 perc 7 másodperc volt.

### Blurred Vision
Az 1985-ös One Vision kislemez B oldalán szerepelt. Valójában a One Vision átszerkesztett változata. A hossza 4 perc 38 másodperc volt. Szerepelt az 1985-ös The Complete Vision válogatáson.

### A Dozen Red Roses For My Darling
Az A Kind of Magic kislemez B oldalán (kivétel Amerikában) és a Princes of the Universe B oldalán szerepelt. A Don’t Lose Your Head instrumentális verziója. A hossza 4 perc 40 másodperc volt.

### Hang On In There
Az 1989-es I Want It All kislemez B oldalán szerepelt. Az együttes közösen írta. A hossza 3 perc 44 másodperc volt.

### Stealin'
Az 1989-es Breakthru kislemez B oldalán szerepelt. Az együttes közösen írta. A hossza 3 perc 59 másodperc volt.

### Hijack My Heart
Az 1989-es The Invisible Man kislemez B oldalán szerepelt. Az együttes közösen írta. A dalt Roger Taylor dobos énekli. A hossza 4 perc 11 másodperc volt.

### My Life Has Been Saved
Az 1989-es Scandal kislemez B oldalán szerepelt. Az együttes közösen írta. A hossza 3 perc 15 másodperc volt. A dal egy változata felkerült az 1995-ös Made in Heaven albumra.

### Lost Opportunity
Az 1991-es  I’m Going Slightly Mad kislemez B oldalán szerepelt. Az együttes közösen írta. May énekli. A hossza 3 perc 49 másodperc volt.

### Mad the Swine
Az 1991-es Headlong kislemez 12 hüvelykes és CD-s kiadásának B oldalán szerepelt. A szerzője Freddie Mercury volt, a dal még a Queen albumról maradt le. A hossza 3 perc 20 másodperc volt.

### Rock in Rio Blues
Az 1995-ös A Winter’s Tale kislemez B oldalán szerepelt. Rio de Janeiróban vették fel 1985 januárjában. A szerzője Freddie Mercury volt, a hossza 4 perc 34 másodperc.